# Hoven (Dakota du Sud)
Pour les articles homonymes, voir Hoven.
Hoven est une municipalité américaine située dans le comté de Potter, dans l'État du Dakota du Sud.
La localité doit son nom au propriétaire des terres sur lesquelles elle est fondée en 1883. Hoven devient une municipalité en 1907.

## Démographie
| 1910 | 1920 | 1930 | 1940 | 1950 | 1960 |
| ---- | ---- | ---- | ---- | ---- | ---- |
| 209  | 271  | 386  | 369  | 552  | 568  |

| 1970 | 1980 | 1990 | 2000 | 2010 | - |
| ---- | ---- | ---- | ---- | ---- | - |
| 671  | 615  | 522  | 511  | 406  | - |

Selon le recensement de 2010, Hoven compte 406 habitants. La municipalité s'étend sur 0,31 milles carrés (0,8 km2).